# Édouard Leroy
Édouard Leroy (25 januari 1941) is een Belgische voormalige atleet, die gespecialiseerd was in de sprint. Hij werd eenmaal Belgisch kampioen.

## Biografie
Leroy werd in 1962 Belgisch kampioen op de 100 m. Hij was aangesloten bij Excelsior Sports Club.

## Belgische kampioenschappen
| Onderdeel | Jaar |
| --------- | ---- |
| 100 m     | 1962 |

## Persoonlijke records
| Onderdeel | Prestatie | Datum          | Plaats    |
| --------- | --------- | -------------- | --------- |
| 100 m     | 10,6 s    | 1 oktober 1967 | Vlierzele |
| 200 m     | 21,9 s    |                |           |

## Palmares
100 m
- 1962:  BK AC - 10,9 s